# Erebia melanops
Erebia melanops är en fjärilsart som beskrevs av Hugo Theodor Christoph 1889. Erebia melanops ingår i släktet Erebia och familjen praktfjärilar. Inga underarter finns listade i Catalogue of Life.